# Western Hockey League (1952-1974)
Pour les ligues homonymes, voir Western Hockey League (homonymie).
La Western Hockey League est une organisation professionnelle de hockey sur glace d'Amérique du Nord qui a opéré de 1952 à 1974.

## Historique
La Western Hockey League est formée à la suite de l'intégration de la Western Canada Senior Hockey League à la Pacific Coast Hockey League.
De 1954 à 1957, le champion de la WHL joue le Trophée Edinburgh contre le champion de la Ligue de hockey du Québec.
Basée à l'origine dans l'ouest canadien et le nord-ouest américain, la ligue s'étend, durant les années 1960, vers les grands marchés de la côte ouest tels que Los Angeles ou San Francisco puis vers ceux des plaines tel que Phoenix. La crainte de voir la WHL devenir un rival des ligues majeures convainc la Ligue nationale de hockey de réaliser une expansion pour la saison 1967-1968 qui permet à l'une des franchises de la WHL, les Seals de San Francisco, d'intégrer la LNH sous le nom de Seals de la Californie. En 1970, une seconde franchise de la WHL, les Canucks de Vancouver, rejoint la LNH.
Au cours des saisons 1965-1966 et 1967-1968, la ligue partage son calendrier avec la Ligue américaine de hockey. Durant la saison 1972-1973, elle partage de nouveau son calendrier mais avec la Ligue centrale professionnelle de hockey. La dilution des talents et l'arrivée de la LNH et de l'Association mondiale de hockey dans la plupart de ses marchés traditionnels, force la ligue à cesser ses activités après la saison 1973-1974. Tandis que les derniers vainqueurs, les Roadrunners de Phoenix, rejoignent l'AMH, la plupart des équipes survivantes sont absorbées dans la Ligue centrale professionnelle de hockey.

## Dernières franchises (1974)
- Spurs de Denver
- Roadrunners de Phoenix
- Buckaroos de Portland
- Golden Eagles de Salt Lake
- Gulls de San Diego
- Totems de Seattle

## Trophées
Le champion des séries éliminatoires se voit remettre la Coupe des présidents renommée Coupe Lester Patrick en 1961.
Outre la coupe Lester Patrick, d'autres trophées récompensent les joueurs :
- Trophée du gardien exceptionnel : remis au gardien de but qui avait encaissé le moins de buts en saison régulière. Les gardiens doit avoir joué au moins 25 parties ou 1 500 minutes pour être éligible.
- Trophée du meilleur pointeur : remis au joueur qui a inscrit le plus de points en saison régulière.
- Coupe George-Leader : remis au joueur jugé le meilleur de la saison.
- Trophée du débutant : remis au joueur jugé le plus remarquable dans sa première saison professionnelle dans la WHL.
- Coupe Fred-J.-Hume : remis à partir de 1960 au joueur le plus respectable.
- Coupe Hal-Laycoe : remis à partir de 1964 au meilleur défenseur.

## Franchises
Les équipes sont présentées par année d'admission dans la WHL.
| Admission | Appellations successives                                                                              | Années d'activité                                 | Nombre de saisons | Notes |
| --------- | --- | ------------------------------------------------- | ----------------- | --- |
| 1952      | Stampeders de Calgary                                                                                 | 1952-1963                                         | 11                | |
| 1952      | Flyers d'Edmonton                                                                                     | 1952-1963                                         | 11                | |
| 1952      | Royals de New Westminster                                                                             | 1952-1959                                         | 7                 | |
| 1952      | Quakers de Saskatoon Regals de Saskatoon et de Saint Paul Quakers de Saskatoon                        | 1952-1956 1957-1958 1958-1959                     | 6                 | Suspend ses activités durant la saison 1956-1957 puis fusionne avec les Regals de Brandon pour la saison 1957-1958 avant de se séparer la saison suivante |
| 1952      | Bombers de Seattle                                                                                    | 1952-1954                                         | 2                 | |
| 1952      | Rockets de Tacoma                                                                                     | 1952-1953                                         | 1                 | |
| 1952      | Canucks de Vancouver                                                                                  | 1952-1970                                         | 18                | Transféré dans la Ligue nationale de hockey |
| 1952      | Cougars de Victoria                                                                                   | 1952-1961                                         | 9                 | Transféré à Los Angeles sous le nom de Blades de Los Angeles                                                                                              |
| 1955      | Regals de Brandon Regals de Saskatoon et de Saint Paul                                                | 1955-1957 1957-1958                               | 3                 | Fusionne avec les Quakers de Saskatoon pour la saison 1957-1958                                                                                           |
| 1955      | Americans de Seattle Totems de Seattle                                                                | 1955-1957 1957-1974                               | 19                | Transféré dans la Ligue centrale de hockey |
| 1955      | Warriors de Winnipeg                                                                                  | 1955-1961                                         | 6                 | |
| 1958      | Spokes de Spokane Comets de Spokane Invaders de Denver Maple Leafs de Victoria Roadrunners de Phoenix | 1958-1959 1959-1963 1963-1964 1964-1967 1967-1974 | 16                | Transféré dans l'Association mondiale de hockey |
| 1960      | Buckaroos de Portland                                                                                 | 1960-1974                                         | 14                | Transféré dans la Western International hockey league |
| 1961      | Blades de Los Angeles                                                                                 | 1961-1967                                         | 6                 | Transfert de l'équipe des Cougars de Victoria |
| 1961      | Seals de San Francisco Seals de la Californie                                                         | 1961-1966 1966-1967                               | 6                 | Transféré dans la Ligue nationale de hockey |
| 1966      | Gulls de San Diego                                                                                    | 1966-1974                                         | 8                 | |
| 1968      | Spurs de Denver                                                                                       | 1968-1974                                         | 6                 | Transféré dans la Ligue centrale de hockey professionnel                                                                                                  |
| 1969      | Golden Eagles de Salt Lake                                                                            | 1969-1974                                         | 5                 | Transféré dans la Ligue centrale de hockey professionnel                                                                                                  |

## Palmarès
| Saison    | Vainqueur des séries éliminatoires | Vainqueur de la saison régulière |
| --------- | ---------------------------------- | -------------------------------- |
| 1952-1953 | Flyers d'Edmonton                  | Quakers de Saskatoon             |
| 1953-1954 | Stampeders de Calgary              | Canucks de Vancouver             |
| 1954-1955 | Flyers d'Edmonton                  | Flyers d'Edmonton                |
| 1955-1956 | Warriors de Winnipeg               | Warriors de Winnipeg             |
| 1956-1957 | Regals de Brandon                  | Regals de Brandon                |
| 1957-1958 | Canucks de Vancouver               | Canucks de Vancouver             |
| 1958-1959 | Totems de Seattle                  | Stampeders de Calgary            |
| 1959-1960 | Canucks de Vancouver               | Canucks de Vancouver             |
| 1960-1961 | Buckaroos de Portland              | Stampeders de Calgary            |
| 1961-1962 | Flyers d'Edmonton                  | Buckaroos de Portland            |
| 1962-1963 | Seals de San Francisco             | Buckaroos de Portland            |
| 1963-1964 | Seals de San Francisco             | Invaders de Denver               |
| 1964-1965 | Buckaroos de Portland              | Buckaroos de Portland            |
| 1965-1966 | Maple Leafs de Victoria            | Buckaroos de Portland            |
| 1966-1967 | Totems de Seattle                  | Buckaroos de Portland            |
| 1967-1968 | Totems de Seattle                  | Buckaroos de Portland            |
| 1968-1969 | Canucks de Vancouver               | Buckaroos de Portland            |
| 1969-1970 | Canucks de Vancouver               | Canucks de Vancouver             |
| 1970-1971 | Buckaroos de Portland              | Buckaroos de Portland            |
| 1971-1972 | Spurs de Denver                    | Spurs de Denver                  |
| 1972-1973 | Roadrunners de Phoenix             | Roadrunners de Phoenix           |
| 1973-1974 | Roadrunners de Phoenix             | Roadrunners de Phoenix           |

## Meilleurs pointeurs
En incluant la PCHL, les cinq meilleurs pointeurs de l'histoire de la ligue en saison régulière sont les suivants : 
- Guyle Fielder : 1 846 points
- Art Jones : 1 580 points
- Norm Johnson : 1 082 points
- Andrew Hebenton : 957 points
- Rudy Filion : 951 points